# Pedro Gallese
Pedro Gallese (* 23. Februar 1990 in Lima) ist ein peruanischer Fußballspieler auf der Position des Torwarts. 

## Laufbahn

### Verein
Gallese erhielt seine fußballerische Ausbildung im Nachwuchsbereich eines unterklassigen Vereins namens Deportivo Real San Isidro.
Anschließend wechselte er zum Club Deportivo Universidad de San Martín de Porres (USMdP), in dessen erste Mannschaft er 2007 aufgenommen wurde. Weil Gallese dort zunächst kaum zum Einsatz kam, wurde er für das Jahr 2009 an Atlético Mineiro ausgeliehen, wo er erste Erfahrungen sammeln konnte. 2010 kehrte er zu USMdP zurück, kam allmählich zu mehr Einsätzen und war im Spieljahr 2014 Stammtorwart. Für das Spieljahr 2015 wechselte Gallese zum Ligakonkurrenten Juan Aurich, zumal der CD USMdP längst nicht mehr so stark war wie in den Jahren 2007, 2008 und 2010, als dreimal die peruanische Fußballmeisterschaft gewonnen wurde. 
Zum 1. Juli 2016 wechselte Gallese erstmals ins Ausland und erhielt einen Vertrag beim mexikanischen Erstligisten Tiburones Rojos Veracruz. 

### Nationalmannschaft
Seinen ersten Ländereinsatz für die peruanische Fußballnationalmannschaft bestritt Gallese in einem am 6. August 2014 ausgetragenen Testspiel gegen Panama, das 3:0 gewonnen wurde. Im nächsten Jahr bestritt er alle fünf Länderspiele Perus bei der Copa América 2015, die mit dem dritten Platz abgeschlossen wurde. Auch bei der Fußball-Weltmeisterschaft 2018 in Russland gehörte Gallese zum peruanischen WM-Kader und bestritt alle drei Spiele, die die nach der Vorrunde ausscheidenden Peruaner dort absolvierten. Bei seinen drei Einsätzen über die jeweils volle Distanz musste Gallese nur zwei Gegentore hinnehmen: jeweils einen Gegentreffer bei den 0:1-Niederlagen gegen Dänemark und Frankreich, bevor er das letzte Gruppenspiel gegen Australien (2:0) ohne Gegentor überstand. Bei der Copa América 2024 wurde er in allen drei Spielen der Peruaner eingesetzt.

## Erfolge
Nationalmannschaft
- Copa América: 3. Platz (2015)

Universidad San Martín
- Peruanischer Meister: 2010

Orlando City
- Lamar Hunt U.S. Open Cup: 2022